# Апшацев Марат Робертович
Марат Робертович Апшацев (рос. Марат Робертович Апшацев, нар. 27 травня 2001, Нальчик, Росія) — російський футболіст, півзахисник клубу «Рубін» (Казань).

## Ігрова кар'єра

### Клубна
Марат Апшацев є вихованцем футбольної школи «Спартака» з Нальчика. Починав грати за молодіжну команду «Спартака». У сезоні 2018/19 Апшацев почав свої виступи на професійному рівні у Другому дивізіоні чемпіонату Росії.
В липні 2021 року як вільний агент Апшацев перейшов до клубу «Чайка». Але не провівши в команді жодного матчу, вже в серпні того року футболіст перебрався до «Томі», де провів лише першу половину сезону 2021/22. В січні 2022 року футболіст перейшов до казанського «Рубіна», підписавши з клубом контракт на чотири з половиною роки. 28 лютого 2022 року у матчі проти пітерського «Зеніта» Апшацев дебютував в російській Прем'єр-лізі.

### Збірна
В червні 2019 року в складі юнацької збірної Росії (U-18) Марат Апшацев провів три матчі на турнірі Меморіал Гранаткіна.